# Ice Arena
Ice Arena (česky Ledová aréna, rusky Айс Арена) je sportovní a zábavní komplex v Rostově na Donu v jižním Rusku. Otevření komplexu proběhlo 12. prosince 2014.
Stadionový komplex se skládá z administrativního komplexu a jedné ledové plochy. Podle projektu jej lze využít nejen pro zimní sporty, ale také pro basketbal, volejbal a minifotbal. K tomu ale musí být místo pokryto speciálním povrchem.
V objektu se nachází bufet, půjčovna bruslí, šatny, toalety, ve druhém nadzemním podlaží se uvažuje s možnosti umístění bowlingové dráhy.[zdroj?] Ve druhé budově, kterou pronajímá Zimní sportovní škola Sněžinka č. 6, se nacházejí šatny, WC, sprchy, posilovny a administrativní kanceláře. Na této škole bezplatně studuje 460 hokejistů a krasobruslařů.
Aréna je tréninková základna a domácí stadion hokejového klubu VHL HK Rostov. Domácí zde odehráli svůj první oficiální zápas 7. března 2015, v utkání 1. kola play off Pervoj ligy.
V létě 2017 oblastní ministerstvo sportu oznámilo, že Palác sportu na ulici Čalturinská je v havarijním stavu a domácí klub proto hraje od sezóny 2017/2018 všechna svá domácí utkání v Ice Areně.